# Dystrykt Luanshya
Dystrykt Luanshya – dystrykt w Zambii w Prowincji Copperbelt. W 2000 roku liczył 147 908 mieszkańców (z czego 50,68% stanowili mężczyźni) i obejmował 27 239 gospodarstw domowych. Siedzibą administracyjną dystryktu jest Luanshya.